# Smólniki Osieckie
Smólniki Osieckie – wieś w Polsce położona w województwie wielkopolskim, w powiecie kolskim, w gminie Osiek Mały.
W latach 1975–1998 miejscowość administracyjnie należała do województwa konińskiego. W 2021 roku w miejscowości mieszkało 106 osób.
Zobacz też: Smólniki Racięckie